# 路易絲-希波莉特
路易絲-希波莉特（法語：Louise-Hippolyte，1697年11月10日—1731年12月29日），第二任摩納哥女親王，1731年在位。

## 家庭
1715年，路易絲-希波莉特與雅各·法蘭索瓦·戈永結婚，兩人共有2子1女：
1. 夏洛特（英语：Charlotte of Monaco (1719 – 1790)）（1719年—1790年）
2. 奧諾雷（1720年—1795年）
3. 查理-莫里斯（法语：Charles-Maurice de Monaco）（1727年—1798年）